# Province de Huesca
La province de Huesca (en espagnol : Provincia de Huesca - en aragonais : Provincia de Uesca - en catalan : Província d'Osca) est l'une des trois provinces de la communauté autonome d'Aragon, dans le nord de l'Espagne. Sa capitale est la ville de Huesca.

## Géographie
La province de Huesca est bordée au nord par la France (départements des Pyrénées-Atlantiques, des Hautes-Pyrénées et de la Haute-Garonne), à l'est par la province de Lérida (Catalogne), au sud par la province de Saragosse et à l'ouest par la Navarre.

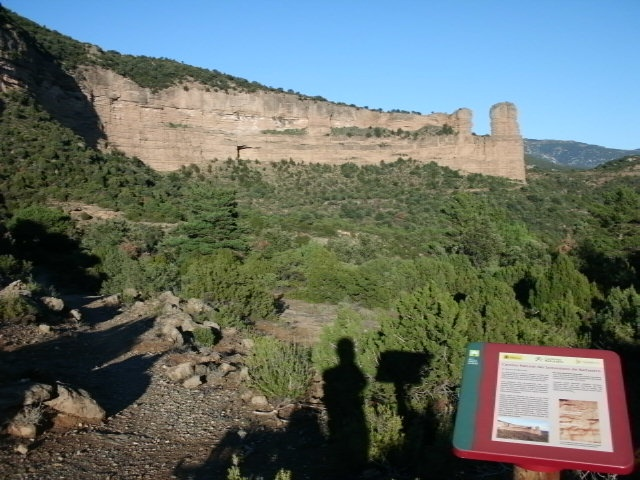
La formation rocheuse « Peña Falconera » souvent appelée « l'œuf de Morrano (Huevo de Morrano) ».

Les plus hauts sommets des Pyrénées, le pic d'Aneto et le pic des Posets, se trouvent dans cette province, qui abrite aussi le Parc national d'Ordesa et du Mont-Perdu.

## Subdivisions

### Comarques
La province de Huesca est subdivisée en 10 comarques, dont quatre comptent des communes de la province de Saragosse.
| Nom                             | Capitale           | Province(s)      |
| ------------------------------- | ------------------ | ---------------- |
| Alto Gállego                    | Sabiñánigo         | Huesca           |
| Bajo Cinca (Baix Cinca)         | Fraga              | Huesca, Zaragoza |
| Cinca Medio                     | Monzón             | Huesca           |
| Hoya de Huesca (Plana de Uesca) | Huesca             | Huesca, Zaragoza |
| Jacetania                       | Jaca               | Huesca, Zaragoza |
| La Litera (La Llitera)          | Tamarite de Litera | Huesca           |
| Monegros                        | Sariñena           | Huesca, Zaragoza |
| Ribagorce                       | Graus              | Huesca           |
| Sobrarbe                        | Boltaña            | Huesca           |
| Somontano de Barbastro          | Barbastro          | Huesca           |

### Communes
La province de Huesca compte 202 communes (municipios en espagnol).